# Elísio Medrado
Elísio Medrado is een gemeente in de Braziliaanse deelstaat Bahia. De gemeente telt 8.183 inwoners (schatting 2009).